# Joseph Schubert (peintre)
Pour les articles homonymes, voir Joseph Schubert et Schubert (homonymie).
Joseph Schubert, né à Bruxelles en 1816 et décédé à Ixelles en 1885, est un peintre et surtout un dessinateur et lithographe belge.

## Biographie
Après des études à l'Académie royale des beaux-arts de Bruxelles et auprès de Henri Van der Haert, Joseph Schubert se lance en produisant des lithographies pour la Revue de Belgique.
Il se fit une grande réputation de portraitiste au crayon, de portraits destinés à être reproduits par la lithographie. Il était dans cet art le rival de Charles Baugniet.
Il a ainsi livré à la postérité le visage de nombre de ses contemporains éminents dont, en premier lieu, les membres de la famille royale.

## Honneur
Joseph Schubert est :
- Chevalier de l'ordre de Léopold (1er novembre 1851)[1].
- Officier de l'ordre de Léopold (4 mai 1881)[2].